# Großsteingrab Ohrensen
Das Großsteingrab Ohrensen ist eine Grabanlage der jungsteinzeitlichen Trichterbecherkultur nahe dem zur Gemeinde Bargstedt gehörenden Ortsteil Ohrensen im Landkreis Stade, Niedersachsen. Es trägt die Sprockhoff-Nummer 658.

## Lage
Das Grab befindet sich etwa 3 km nördlich des Ortsausganges von Ohrensen, nahe der Gemeindegrenze in einem baumbestandenen Flurstück mit dem Namen „Die sieben Berge“. Um die Anlage herum und in einer langen, sich nach Südosten in Richtung Issendorf hinziehenden Reihe liegen zahlreiche Grabhügel.

## Beschreibung
Die Anlage ist weitgehend zerstört. Sie besitzt ein annähernd ost-westlich orientiertes Hünenbett mit einer Länge von 48 m und einer maximalen Breite von 13 m. Die Höhe der Hügelschüttung beträgt stellenweise noch 1,2 m. Von der einstigen steinernen Umfassung sind nur noch zwei Steine im westlichen Teil der nördlichen Langseite erhalten. Die Grabkammer wurde 1931 von Karl Kersten und Willi Wegewitz ausgegraben. Die Untersuchung ergab, dass die Kammer quer zum Hünenbett steht. Ihr genaues ursprüngliches Aussehen konnte aber nicht rekonstruiert werden.